# Łańcuch rolkowy

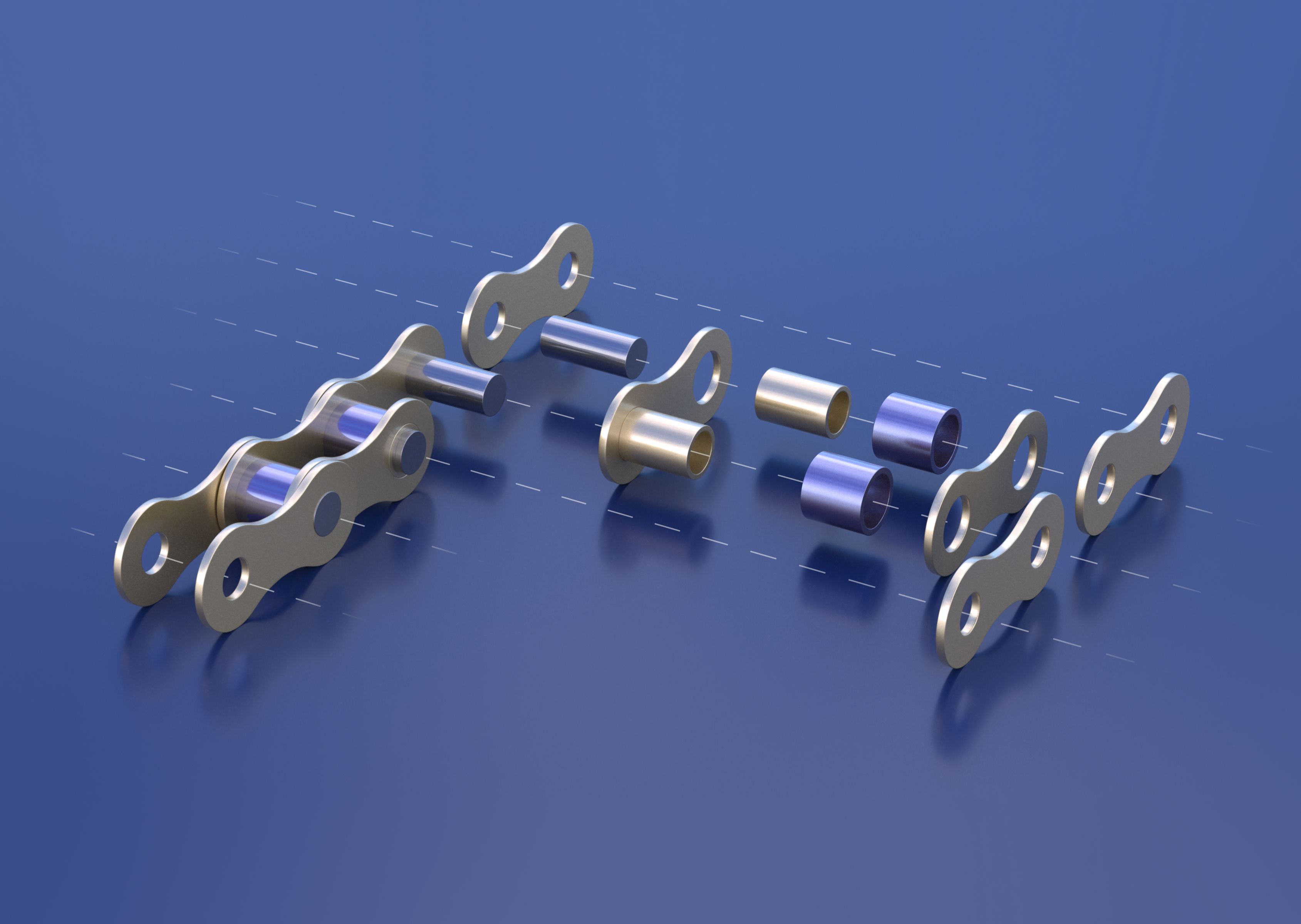
Budowa łańcucha rolkowego

Łańcuch rolkowy składa się na przemian z ogniw wewnętrznych i zewnętrznych o konstrukcji podobnej do ogniw łańcucha tulejkowego, z tą różnicą, że łańcuch rolkowy posiada dodatkowo rolkę, obracającą się swobodnie względem tulejki osadzonej na sworzniu. Łańcuch ten charakteryzuje się zwiększoną trwałością oraz małym zużyciem uzębień koła.